# Fibre Channel Utility
Fibre Channel Utility è un programma fornito con il sistema operativo macOS Server. Il programma viene utilizzato per gestire la connessione Fibre Channel utilizzata dal server (se esistente). Il programma non può essere avviato se non viene rilevata la scheda Fiber Card. L'applicativo viene fornito solo con la versione server del sistema operativo Mac OS.